# Лухан, Фернандо
Фернандо Лухан (настоящее имя — Фернандо Чангеротти Диас; исп. Fernando Lujan) (23 августа 1939, Богота, Колумбия — 11 января 2019, Пуэрто-Эскондидо, Мексика) — мексиканский актёр.

## Биография
Родился 23 августа 1939 года в Боготе (по некоторым другим данным 23 августа 1938 года в Мехико) в семье актёров Алехандро Чангеротти-старшего и Мерседес Диас. Его младший брат Алехандро Чангеротти-младший также был актёром. У матери актёра роды случились во время гастролей, куда они приехали из Мексики с труппой театра. Семья вместе с новорожденным гастролировала по городам Мексики, пока не вернулись в Мехико. Дебютировал в качестве театрального актёра, будучи маленьким мальчиком, куда потянул своего младшего брата и братьев приметил режиссёр Хулио Брачо и пригласил их в свой фильм — так братья дебютировали в кино в 1947 году, у Алехандро Чангеротти всего было 47 работ в кино, у Фернандо Лухана — 103 работы в кино. Являлся выдающимся юным актёром эпохи Золотого века мексиканского кинематографа, и получил всеобщее признание после съёмок фильма «Вторая жена». Кроме работ в кино, был занят также в театре и сыграл роли в 40 театральных пьесах. В 1979 году был приглашён Валентином Пимштейном в культовую теленовеллу «Богатые тоже плачут», чтобы доиграть роль Диего Авила, который до этого сыграл актёр Мигель Пальмер. В 2004 году скончался младший брат Алехандро Чангеротти-младший в возрасте 64-х лет, Фернандо несмотря на невосполнимую утрату продолжил съёмки в теленовеллах и снимался фактически до смерти.
Скончался 11 января 2019 года в Пуэрто-Эскондидо.

## Личная жизнь
Фернандо Лухан был женат несколько раз:
- В возрасте 16-ти лет познакомился с актрисой Сарой Гуаш, после полугода отношений, пара рассталась.
- В возрасте 17-ти лет женился на Лауре, супруга ему подарила сына — ныне известного актёра Фернандо Чангеротти. После несколько лет замужества супруги развелись.
- Впоследствии Фернандо Лухан женился 4 раза, от этих браков у него 10 детей.
- В последний раз Фернандо Лухан был женат на актрисе Марте Мариане Кастро, от этого брака у них сын Паоло.

Его дети подарили Фернандо нескольких внуков.

## Награды и премии

### Bravo
| Год  | Категория    | Теленовелла | Результат |
| ---- | ------------ | ----------- | --------- |
| 2007 | Лучший актёр | Монтекристо | ПОБЕДИЛ   |